# Litchfield (Royaume-Uni)
Pour les articles homonymes, voir Litchfield.
Litchfield est un village du Hampshire, en Angleterre.